# کسپر روود
کسپر روود (انگلیسی: Casper Ruud؛ زاده ۲۲ دسامبر ۱۹۹۸) یک تنیس‌باز حرفه‌ای نروژی است. او اولین مرد نروژی است که موفق به کسب عنوان ATP شده‌است (با بردن ۸ بازی ۲۵۰ که هفت تای آن در زمین‌های خاک رس بوده‌است) و اولین برنده در فینال مسابقات ATP Tour Masters 1000، اولین برنده در تاریخ که به فینال مسابقات گرند اسلم و ۱۰ نفر برتر در رده‌بندی ATP او نفر ششم می‌باشد که در ۶ ژوئن ۲۰۲۲ به این رتبه نایل آمده و در مسابقات دونفره نیز در ۱۲ ژوئیه ۲۰۲۱ رتبه ۱۳۳ جهان را به دست آورده.
روود به دور سوم مسابقات انفرادی پسران اوپن فرانسه ۲۰۱۵ رسید و در مقابل کورنتین دنولی شکست خورد. او همچنین به دور سوم انفرادی پسران اوپن آمریکا ۲۰۱۵ و دور دوم انفرادی پسران ویمبلدون در سال ۲۰۱۵ رسید که بهترین عملکرد انفرادی او در مسابقات گرند اسلم‌های نوجوانان بود.